# Crescencio Gutiérrez
Crescencio Gutiérrez, teljes nevén Crescencio Gutiérrez Aldana (Guadalajara, 1933. október 26. – Guadalajara, 2025. július 21.) mexikói válogatott labdarúgó, csatár.

## Pályafutása
Gutiérrez pályafutása legnagyobb sikereit a Chivas Guadalajarával aratta, amelynél tíz évet töltött. Ezalatt az idő alatt gólkirály is lett (1957), valamint szerzett a csapattal hét bajnoki címet, valamint egy CONCACAF-BL-győzelmet. A klub örökranglistáján mind a mai napig a tíz legeredményesebb gólszerző között van.
A válogatottal részt vett az 1958-as világbajnokságon, azonban ekkor még nem lépett pályára, csak kerettag volt. A nemzeti csapatban három meccse van 1961 és 1962 között, melyeken nem szerzett gólt.

## Sikerei, díjai
Guadalajara
- Mexikói bajnokság
  - bajnok (5): 1956-57, 1958-59, 1959-60, 1960-61, 1961-62
  - gólkirály: 1956-57 (19 gól)
- Mexikói szuperkupa
  - győztes (4): 1957, 1959, 1960, 1961
- CONCACAF-bajnokok kupája
  - győztes: 1962